# Gladys Kalema-Zikusoka
Gladys Kalema-Zikusoka (Kampala, 8 de enero de 1970) es una veterinaria ugandesa y fundadora de Conservation Through Public Health, una organización dedicada a la conservación de gorilas de montaña en peligro de extinción y otros animales salvajes en África. Ella fue la primera veterinaria de vida silvestre de Uganda y la protagonista del documental de la BBC, Gladys the African Vet. En 2009 ganó el Whitley Gold Award por su trabajo de conservación.

## Biografía
Interesada en los animales desde los 12 años mientras crecía en Kampala, Kalema-Zikusoka comenzó un club de vida silvestre en su escuela y organizó viajes al parque nacional Queen Elizabeth. Empezó sus estudios cuando ganó una beca en el Royal Veterinary College de la Universidad de Londres, donde se graduó en Medicina Veterinaria. Más tarde, en 2003, obtuvo un master en Medicina Veterinaria de la Universidad Estatal de Carolina del Norte. También posee un certificado en gestión de organizaciones sin fines de lucro de la Universidad de Duke. En 2016 obtuvo un master en Administración de Empresas.

## Vida personal
Kalema-Zikusoka está casada con Lawrence Zikusoka, un emprendedor tecnológico y uno de los cofundadores de Conservation Through Public Health (Conservación a través de la salud pública). Tienen dos niños.

## Trayectoria profesional
Cuando Kalema-Zikusoka tenía 25 años, fue designada como veterinaria para el Ugandan Wildlife Service (Servicio de Vida Silvestre de Uganda), que luego se fusionó con los parques nacionales de Uganda para convertirse más adelante en la Uganda Wildlife Authority (UWA), organismo gubernamental que regula la vida silvestre en ese país. Ella fue la primera persona en ocupar ese puesto. Fue pionera en la primera translocación de vida silvestre para reponer los parques nacionales de Uganda después de años de caza furtiva durante las guerras civiles de Uganda.
Como parte de su investigación veterinaria, identificó la transmisión de parásitos de humanos a gorilas de montaña como un factor de riesgo significativo para los gorilas. En 2003 Gladys Kalema-Zikusoka, Lawrence Zikusoka y Stephen Rubanga fundaron Conservation Through Public Health para mejorar la salud humana y ecológica en África. CTPH es una organización sin fines de lucro con sede en Uganda y los EE. UU.que lleva a cabo programas que protegen a los gorilas y otros animales salvajes del riesgo de enfermedades humanas y ganaderas; que reducen las enfermedades humanas y ganaderas en las proximidades de la vida silvestre; que aumentan el uso local de la planificación familiar; y que utilizan la Tecnología de la Información / Comunicación tanto para ayudar al desarrollo local como para educar a las personas sobre el medio ambiente. Kalema-Zikusoka es el CEO de la organización.
En 2015, CTPH estableció un programa llamado Gorilla Conservation Coffee. Según este acuerdo, la organización sin fines de lucro mejora el sustento de la comunidad circundante al ayudar a obtener precios de mercado internacional para la cosecha de café Arábica de la comunidad. Con el aumento de los ingresos, se reducen las enfermedades y su carga de morbilidad. Por lo tanto, se transfiere menos enfermedad a los gorilas residentes. Además, los agricultores cobran y retienen una pequeña tarifa cada vez que los turistas atraviesan sus parques.

## Premios y reconocimientos
Kalema-Zikusoka ha recibido varios honores, premios y otros reconocimientos públicos de su trabajo ambiental y humanitario. En 2009, ganó el Whitley Gold Award, el primer premio otorgado en lo que se ha considerado los "Green Oscars". En 2008, el zoológico de San Diego le otorgó su Premio a la Conservación en Acción. En 2006, Kalema-Zikusoka fue elegida para una beca Ashoka. En 2007, la revista Seed la nombró una de sus ocho mentes revolucionarias en la ciencia.
Kalema-Zikusoka apareció en el documental de la BBC, Gladys the African Vet. También ha aparecido en documentales en National Geographic, Animal Planet, MNet y Uganda Television. En 2018, recibió el Premio EarthCare de Sierra Club, con sede en los Estados Unidos, en reconocimiento a su "contribución única a la protección y conservación del medio ambiente internacional", en relación con su trabajo en la protección del medio ambiente y la coexistencia entre comunidades y gorilas de montaña en Uganda. Recibió el premio el 29 de septiembre de 2018, en una ceremonia que se celebró en Denver, Colorado, en los Estados Unidos.

## Obras
- Kalema G. 1994. Letter entitled "Veterinarians and Zoological Medicine" to the Veterinary Record. The Veterinary Record, 135 (1).
- Nizeyi J. B., Mwebe R, Nanteza A, Cranfield M.R, Kalema G.R.N.N., Graczyk T. 1999. Cryptosporidium sp. and Giardia sp. Infections in mountain gorillas (Gorilla gorilla beringei) of the Bwindi Impenetrable National Park, Uganda. Journal Parasitology 85 (7). American Society of Parasitologists.
- Nizeye J. B., Innocent R. B., Erume J, Kalema G. R. N. N., Cranfield M. R. and Graczyk T. K. 2001. Campylobacteriosis, Salmonellosis, and Shigellosis in free-ranging human-habituated mountain gorillas in Uganda. Journal of Wildlife Diseases 37(2): 239–244.
- Graczyk T. K., DaSilva A. J., Cranfield M. R., Nizeye J. B., Kalema G. R and Pieniazek N. J. 2001. Cryptosporidium parvum genotype 2 infections in free-ranging mountain gorillas (Gorilla gorilla beringei) of the Bwindi Impenetrable National park, Uganda. Parasitology Research 87(5):368-70.
- Kalema-Zikusoka G, Kock R. A., Macfie E. J. 2002. Scabies in free-ranging mountain gorillas (Gorilla beringei beringei) in Bwindi Impenetrable National Park, Uganda. Veterinary Record 150(1):12-5.
- Kalema-Zikusoka G and Lowenstine L. 2001. Rectal prolapse in a free-ranging mountain gorilla (Gorilla beringei beringei): clinical presentation and surgical management. Journal of Zoo and Wildlife Medicine 32(4):509–513.
- Kalema-Zikusoka G, Horne W. A., Levine J. and Loomis M. R. 2003. Comparison of the cardiopulmonary effects of medetomidine-butorphanol-ketamine and medetomidine-butorphanol- midazolam in patas monkeys (Erthyrocebus patas). Journal of Zoo and Wildlife Medicine 34(1):47–52.
- Kalema-Zikusoka G, Rothman JM, Fox MT. 2005. Intestinal parasites and bacteria of mountain gorillas ( Gorilla beringei beringei) in Bwindi Impenetrable National Park, Uganda. Primates 46:59–63.
- Steven. O. Osofsky, Richard A. Kock, Michael D. Kock, Gladys Kalema-Zikusoka, Richard Grahn, Tim Leyland, William. B. Karesh. 2005. Building support for Protected Ares using a One Health perspective In: Friends for Life, New partners in support of protected areas. Edited by Jeff McNeily. Published by IUCN, Species Survival Commission.
- Kalema-Zikusoka G, Bengis R, G., A. L. Michel and M. H. Woodford. 2005. A preliminary investigation of tuberculosis and other diseases in African buffalo (Syncerus caffer) in Queen Elizabeth National Park, Uganda. Onderstepoort Journal of Veterinary Research, 72:145–151.
- Gladys Kalema-Zikusoka, and Lynne Gaffikin. 2008. Sharing the Forest, Protecting Gorillas and Helping Families in Uganda. Focus series, published by the Woodrow Wilson International Centre for International Scholars and USAID, Issue 17 de octubre de 2008.
- Gladys Kalema-Zikusoka. 2009. Lair of a Silverback. Wild Places. National Geographic Traveler, Issue October 2009.